# Кобила на Виднавки
Кобила на Виднавки (чеш. Kobylá nad Vidnavkou) је насељено мјесто са административним статусом сеоске општине (чеш. obec) у округу Јесењик, у Оломоуцком крају, Чешка Република.

## Становништво
Према подацима о броју становника из 2014. године насеље је имало 420 становника.